# Antonio Fernández Quer
Antonio Fernández Quer (Alcalá de Henares, 31 de marzo de 1876-Madrid, 16 de marzo de 1951) fue un albañil y político socialista español.

## Biografía

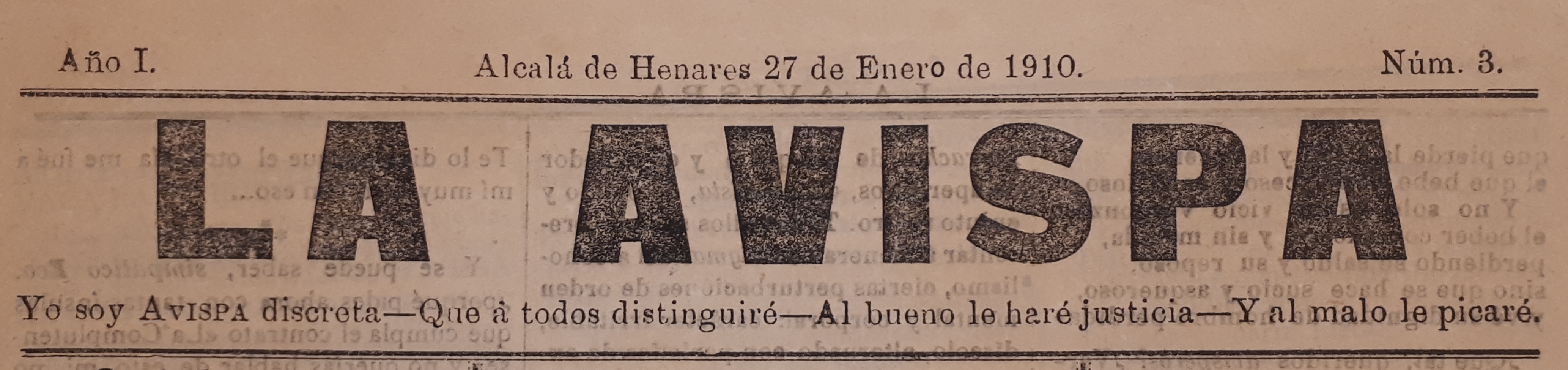
Cabecera de "La Avispa", periódico publicado en Alcalá de Henares en 1910.

Balvino Antonio Fernández Quer nació en Alcalá de Henares el 31 de marzo de 1876, en la calle de la Victoria, n.º 2. Sus padres eran Manuel Fernández López (cantero lucense) y María Quer Vázquez (ama de casa complutense).
Afiliado en 1899 al Partido Socialista Obrero Español (PSOE), fue en 1902 cofundador de la Asociación de Obreros de Todos los Oficios, precursor de la organización alcalaína de la Unión General de Trabajadores. Militante de la agrupación socialista en Alcalá de Henares, en 1903 resultó elegido concejal del Ayuntamiento de Alcalá de Henares, convirtiéndose así en el primer concejal del PSOE en la provincia de Madrid. Colaboró con su amigo Manuel Azaña en la publicación de la revista alcalaína La Avispa, fundada en 1910.
Fue en 1921 uno de los signatarios de la carta Al Partido Socialista Obrero Español, tratando infructuosamente de evitar la escisión tercerista del partido formada por un grupo de militantes liderado por Antonio García Quejido. Fue miembro de la primera junta directiva de la Liga Nacional Laica, fundada en 1930 a partir de una reunión en la Casa del Pueblo de Madrid.
Candidato socialista de cara a las elecciones municipales de 1931 en Madrid, resultó elegido concejal del Ayuntamiento de Madrid por el antiguo distrito de Hospicio. Ese mismo año, en las elecciones generales del 28 de junio salió elegido diputado en las Cortes Generales por la circunscripción de Madrid, puesto en el que permaneció hasta el 9 de octubre de 1933.
Detenido por las autoridades franquistas tras el final de la guerra civil española, recibió una condena a muerte que luego fue conmutada, y, expropiado de todas sus posesiones y reducido a la miseria, falleció el 16 de marzo de 1951 en Madrid.